# Hòa Hội, Thành phố Hồ Chí Minh
Hòa Hội là một xã thuộc Thành phố Hồ Chí Minh, Việt Nam.
Xã Hòa Hội có diện tích 70,29 km², dân số năm 1999 là 9863 người, mật độ dân số đạt 140 người/km².